# تیاگو ایلوری
تیاگو آبیولا دلفیم آلمیدا ایلوری (پرتغالی: Tiago Abiola Delfim Almeida Ilori؛ زادهٔ ۲۶ فوریهٔ ۱۹۹۳) بازیکن فوتبال اهل پرتغال است.
از باشگاه‌هایی که در آن بازی کرده‌است می‌توان به اسپورتینگ، لیورپول، گرانادا، بوردو، استون ویلا و ردینگ اشاره کرد.